# Microtus californicus
Microtus californicus е вид бозайник от семейство Хомякови (Cricetidae).

## Разпространение
Видът е разпространен в Мексико и САЩ (Калифорния и Орегон).